# Uno Lindberg (zoolog)
Mårten Uno Lindberg, född 19 maj 1939 i Silbodal i Värmland, död 30 juni 2017 i Bromma distrikt i Stockholm, var en svensk biolog.
Lindberg var son till vägmästaren Edvin Lindberg (1896–1958) och Karin Lundberg (1904–1967). Han blev 1981 professor i zoologisk cellbiologi vid Stockholms universitet och 1989 ledamot av Vetenskapsakademien. Uno Lindberg är gravsatt i minneslunden på Berthåga kyrkogård i Uppsala.